# Magia Blanca
Magia Blanca, född 23 juni 1993 i Torreón i Coahuila, är mexikansk fribrottare som brottats i Consejo Mundial de Lucha Libre sedan 2015. Han tränades av Indio Chirikawa, Stuka och sin farfar Tony Arellano. Senare även av Último Guerrero och Franco Colombo. Magia Blanca är en fjärde generationens fribrottare och tillhör en stor brottarfamilj med namnet Gutiérrez Arellano.
Magia Blanca brottas iförd en fribrottningsmask och hans identitet är inte känd av allmänheten, vilket är vanligt inom lucha libre, mexikansk fribrottning.

## Karriär
Magia Blanca debuterade som fribrottare den 19 juni sommaren 2011 i hemstaden Torreón, då med namnet Magnifico I. Tillsammans med sin kusin Magnifico #2 utgjorde de gruppen Los Magnificos. Första matchen gick de mot Vientos Negros. Snart grundade de trion Reyes del Aire med en annan släkting, Angelikal. Trion brottades flitigt högt upp på matchkorten i Coahuila och Durango 2012 och 2013.
2015 värvades han till Consejo Mundial de Lucha Libre (CMLL) och gavs namnet Magia Blanca, utan att förändra maskens design. Efter att ha tillbringat hösten 2015 brottandes på förbundets mindre evenemang i Puebla och Guadalajara så debuterade han i Mexico City den 22 mars 2016 under turneringen La Gran Alternativa som går ut på att en erfaren brottare och en rookie brottas tillsammans. Magia Blanca teamade upp med sin tränare Último Guerrero och de tog sig till kvartsfinal.
2018 vann han turneringen Copa Nuevos Valores, en turnering för nya förmågor i CMLL. I finalen besegrade han Flyer och belöningen blev en titelmatch mot Soberano Jr. över welterviktsbältet Campeonato Nacional Peso Welter. Magia Blanca förlorade dock matchen och fick senare resten av året förstört av en skada.
Sedan 2022 är han en del av den onda gruppen Los Depredadores tillsammans med Diamond, Magnus, Rugido och Volador Jr.. Den 24 juni 2022 vann han samma titel som han misslyckats med att vinna fyra år tidigare, sedan Soberano Jr. släppt titeln för att gå upp till mellanvikt. Magia Blanca besegrade nio andra brottare i en turnering och blev bältets nittiofjärde mästare sedan år 1934.